# Hailey Langland
Hailey Langland (* 2. August 2000 in San Clemente, Kalifornien) ist eine US-amerikanische Snowboarderin. Sie startet in den Disziplinen Halfpipe und Slopestyle.

## Werdegang
Langland nimmt seit 2014 an Wettbewerben der Ticket to Ride World Snowboard Tour und der FIS teil. Dabei erreichte sie in der Saison 2013/14 bei der U.S. Revolution Tour in Sun Valley den zweiten Platz im Halfpipe-Wettbewerb und den ersten Platz im Slopestyle in Mammoth. In der folgenden Saison erreichte sie bei der U.S. Revolution Tour in Copper Mountain den dritten Rang im Slopestyle und in Mammoth den dritten und den zweiten Rang im Slopestyle. Beim U.S. Snowboarding Grand Prix in Mammoth siegte sie im Slopestyle. Zu Beginn der Saison 2015/16 hatte sie ihr Weltcupdebüt in Cardrona, welches sie auf dem dritten Platz im Slopestyle beendete. Im weiteren Saisonverlauf errang sie bei der Winter Dew Tour in Breckenridge im Slopestyle den dritten Platz. Bei den Winter-X-Games 2016 in Aspen gewann sie die Bronzemedaille im Slopestyle. Im Februar 2016 belegte sie bei den Olympischen Jugend-Winterspielen 2016 in Oslo den neunten Platz auf der Halfpipe und den achten Rang im Slopestyle. Zu Beginn der Saison 2016/17 siegte sie im Slopestyle bei The Mile High in Perisher. Im weiteren Saisonverlauf kam sie beim Weltcup in Mailand auf den zweiten Platz im Big Air und beim U.S. Grand Prix und zugleich Weltcup in Mammoth auf den zweiten Rang im Slopestyle. Bei den Winter-X-Games 2017 in Aspen holte sie die Goldmedaille im Big Air. Zudem wurde sie Vierte im Slopestyle. Bei den X-Games Norway 2017 in Hafjell errang sie den sechsten Platz im Slopestyle. Die Saison beendete sie auf dem zehnten Platz im Freestyle-Weltcup und auf dem achten Rang im Big Air Weltcup. Im folgenden Jahr kam sie beim  U.S. Snowboarding Grand Prix in Mammoth auf den dritten Platz im Slopestyle und bei den Olympischen Winterspielen in Pyeongchang auf den 14. Platz im Big Air und auf den sechsten Rang im Slopestyle. Bei den Winter-X-Games 2019 gewann sie die Silbermedaille im Slopestyle. Zudem errang sie dort den siebten Platz im Big Air und bei den folgenden Weltmeisterschaften in Park City den 20. Platz im Slopestyle.
Bei den Winter-X-Games 2020 in Aspen wurde Langland Vierte im Slopestyle und belegte bei den Snowboard-Weltmeisterschaften 2021 den 25. Platz im Big Air und den 15. Rang im Slopestyle. Im März 2021 errang sie beim Weltcup in Aspen den zweiten Platz im Slopestyle und erreichte den sechsten Platz im Slopestyle-Weltcup. In der Saison 2021/22 wurde sie Siebte im Slopestyle bei den Winter-X-Games 2022 und belegte bei den Olympischen Winterspielen 2022 in Peking den 12. Platz im Big Air und den 11. Rang im Slopestyle.